# Серсале, Антонио
Антонио Серсале (итал. Antonio Sersale; 25 июня 1702, Сорренто, Неаполитанское королевство — 24 июня 1775, Неаполь, Неаполитанское королевство) — итальянский кардинал, доктор обоих прав. Архиепископ Бриндизи с 9 сентября 1743 по 16 ноября 1750. Архиепископ Таранто с 16 ноября 1750 по 11 февраля 1754. Архиепископ Неаполя с 11 февраля 1754 по 24 июня 1775. Кардинал-священник с 22 апреля 1754, с титулом церкви Санта-Пуденциана с 20 мая 1754.